# سیارک ۲۵۰۲۱
سیارک ۲۵۰۲۱ (به انگلیسی: 25021 Nischaykumar، نامگذاری:1998QV17) بیست و پنج هزار و بیست و یکمین سیارک کشف شده‌است که در ۱۷ اوت ۱۹۹۸ کشف شد.
قدر مطلق سیارک برابر ۸.۹ است.